# Hemerocampa coresia
Hemerocampa coresia är en fjärilsart som beskrevs av Druce 1897. Hemerocampa coresia ingår i släktet Hemerocampa och familjen tofsspinnare. Inga underarter finns listade i Catalogue of Life.